# Rhynchosia leucophylla
Rhynchosia leucophylla är en ärtväxtart som först beskrevs av George Bentham, och fick sitt nu gällande namn av George Bentham. Rhynchosia leucophylla ingår i släktet Rhynchosia och familjen ärtväxter. Inga underarter finns listade i Catalogue of Life.